# Nathalie Köbli
Nathalie Ann Köbli (anhörenⓘ; * 12. Jänner 1996) ist eine österreichisch-ungarische Schauspielerin.

## Leben
Nathalie Köbli betrieb von 2002 bis 2012 Judo als Leistungssport bei Peter Seisenbacher (SC Hakoah). Sie wurde mehrfache Landesmeisterin und  war dreimal bei österreichischen Meisterschaften (U15, U17) platziert.
An der Broadway Connection in Wien erhielt sie von 2011/12 Schauspielunterricht und 2014/15 Ballettunterricht. Ihr Filmdebüt gab sie 2008 in der ORF-Fernsehserie Polly Adler, in der sie an der Seite von Petra Morzé in der Titelrolle deren Filmtochter Resi Adler verkörperte. Es folgten verschiedene Rollen in Fernsehserien und Fernsehfilmen für ORF, ARD und ZDF.
Im Kinofilm Beautiful Girl von Dominik Hartl verkörperte sie 2015 die Rolle der Hanna, im Kinofilm Siebzehn war sie als Jen zu sehen. 2017 stand sie für die Miniserie Maria Theresia von Robert Dornhelm als Wilhelmine Colloredo vor der Kamera.

## Filmografie (Auswahl)
- 2008: Polly Adler (Fernsehserie)
- 2009: SOKO Donau – Gefallene Engel (Fernsehserie)
- 2011: SOKO Donau – Chefsache (Fernsehserie)
- 2012: Schnell ermittelt – Konrad Mautsch (Fernsehserie)
- 2014: Fluss des Lebens – Wiedersehen an der Donau
- 2014: Die Freischwimmerin (Fernsehfilm)
- 2014: Die Detektive – Oh, Baby (Fernsehserie)
- 2015: Beautiful Girl (Kinofilm)
- 2015: SOKO Kitzbühel – Mach Schluss (Fernsehserie)
- 2016: Ein Geheimnis im Dorf – Schwester und Bruder (Fernsehfilm)
- 2017: Siebzehn (Kinofilm)
- 2017: SOKO Kitzbühel – Der Andere (Fernsehserie)
- 2017: Maria Theresia (Fernsehserie)
- 2018: SOKO Donau – Nachts in Friedensruh (Fernsehserie)
- 2020: Dennstein & Schwarz – Rufmord (Fernsehreihe)
- 2021: Made to Measure – Eine digitale Spurensuche (Hauptrolle)[4]
- 2022: Walking on Sunshine (Fernsehserie)